# Dompierre-Becquincourt
Dompierre-Becquincourt é uma comuna francesa na região administrativa de Altos da França, no departamento de Somme. Estende-se por uma área de 11,05 km². Em 2010 a comuna tinha 716 habitantes (densidade: 64,8 hab./km²).